# Biofeedback

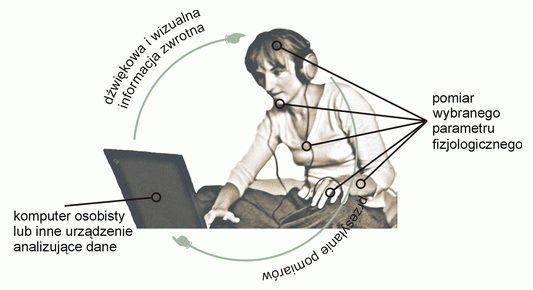
Técnico numa sessão de biofeedback

Biofeedback é uma ferramenta terapêutica que fornece informações com a finalidade de permitir aos indivíduos, desenvolver a capacidade de autorregulação. Envolve o retorno imediato da informação através de aparelhos sensórios eletrônicos, sobre processos fisiológicos (frequência cardíaca, temperatura periférica, resposta galvânica da pele, tensão muscular, pressão arterial e atividade cerebral). O método permite à pessoa voluntariamente regular suas reações fisiológicas e emocionais. O uso de equipamento eletrônico sensível amplia e transforma as reações fisiológicas em sinais de luz e som que são utilizados para evitar doenças. Todos os processos fisiológicos podem ser controlados através do uso de biofeedback. O treinamento inclui diferentes métodos de conscientização e relaxamento, como, por exemplo, técnicas musculares, respiratórias, autogênicas e cognitivas.
O termo treino por biofeedback entrou em uso, por volta de 1969, quando demonstrou ser uma ferramenta útil no ensino e aprendizado de processos de auto-regulação que envolvem treinamento. O termo é formado pelo radical 'bio' (vida) e 'feedback' (retorno de informação).
O biofeedback, que também é descrito como  "método de treinamento psicofisiológico por meio de equipamentos eletrônicos", é uma ferramenta utilizada na pesquisa, treinamento e tratamento clínico de profissionais de instituições de referência mundial, quase que em toda a totalidade. Aspectos como o stress, padrões de ondas cerebrais, respiração, batimentos cardíacos, tensão muscular, fluxo sanguíneo, temperatura, entre outros, são captados e filtrados. As amostras são convertidas e transmitidas ao paciente, em tempo real, por meio de equipamentos que treinam estes padrões.
Em ambientes clínicos, esses e outros processos de auto-regulação adquiridos, através do treinamento em biofeedback, podem ser usados para reduzir ou eliminar sintomas de desordens orgânicas ou relacionadas ao stress, para recuperar funções musculares e reduzir a dor resultante de um ferimento ou doença. Pode ser usada como modalidade terapêutica principal ou associada com outras intervenções terapêuticas, tais como: aconselhamento de estilo de vida, treinamento em dessensibilização, reestruturação cognitiva ou psicoterapia. Gradualmente, o treino por biofeedback desenvolveu-se em um poderoso procedimento terapêutico.
Em ambientes educacionais e empresariais, o treino por biofeedback é uma ferramenta para o desenvolvimento de relaxamento profundo e gestão do stress, processos que são importantes na prevenção das doenças relacionadas ao stress. Em todas as aplicações, a meta do treinamento em biofeedback é a auto-regulação, isto é, a aprendizagem de como controlar tanto os processos físicos quanto os mentais, para um funcionamento melhor e mais saudável.

## Procedimentos e processos
Os treinos por biofeedbacks começam com a conexão a um aparelho sensível, destinado a medir um processo fisiológico específico (por exemplo, a atividade elétrica do sistema músculo-esquelético). Neste caso, o instrumento de biofeedback é conectado ao músculo com sensores colocados sobre a pele, então ele amplifica a resposta fisiológica e converte-a em informações significativas (usualmente um som ou sinal visual), que é comunicado ao paciente.
A pessoa usa a informação como um guia, enquanto pratica uma variedade de procedimentos para reduzir a tensão muscular. Assim, o instrumento de biofeedback permite o acesso a informações sobre processos internos do organismo, dos quais a pessoa pode não estar ciente ou achar difícil regular.
Tipicamente, processos de respiração profunda, relaxamento e visualização, são usados com este tipo de retorno de informação, apesar de procedimentos específicos de treinamento variarem de acordo com o propósito do treinamento ou terapia. Aprender a mudar funções fisiológicas precisa essencialmente de prática e administração dos conhecimentos adquiridos na terapia.
Através do  relaxamento e gestão de stress, contudo, outros processos cerebrais são acessados, com a redução na reação de stress, e habilitam o corpo para a recuperação. Devido ao facto de a mente e corpo interagirem, é possível guiar o corpo em direção à saúde, quando stress, doenças ou ferimentos tenham bloqueado a tendência corporal natural para permanecer saudável. A instrumentação de biofeedback não será mais necessária quando as habilidades de auto-regulação forem dominadas.
Os elementos chaves no treinamento em biofeedback, que fazem a auto-regulação possível, são: a interação mente-corpo; o retorno de informações; o aumento da conscientização; e a prática. Em muitas aplicações, a habilidade de relaxamento profundo é também essencial, pois promove saúde e ajuda no tratamento e prevenção de muitos distúrbios.
Em  outras aplicações, tais como a recuperação da função muscular depois de ferimentos, a ferramenta primordial é o feedback. Tendo o terapeuta a função de treinador, ensinando técnicas para uma melhora da performance. O processo de feedback, aparentemente simples, facilita a aprendizagem e aquisição de técnicas de auto-regulação que passam a se tornar hábitos de vida.

## Aparelhos instrumentais parabiofeedback
Os instrumentos para o treino por biofeedback são altamente sensíveis e monitorizam processos fisiológicos. Sinais fisiológicos vindos do corpo são amplificados pelos instrumentos e convertidos em informação útil. Tais como sons, imagens, pequenas descargas elétricas e medidores gráficos ou luzes, estes geralmente mostrados na tela do monitor de um computador.

## Tipos de interpretação das informações do feedback

### Feedback de tensão muscular
A eletromiografia (EMG) mede a atividade elétrica dos músculos esqueléticos, monitorizando com sensores localizados na pele, sobre músculos apropriados.
Feedback EMG é usado para treinamento de relaxamento geral, sendo a modalidade primária para tratamento de: cefaléia de tensão; bruxismo e problemas da articulação têmporo-mandibular; dor crônica; espasmo muscular; paralisia parcial; ou outras disfunções musculares devidos a ferimentos,  contusões ou distúrbios congênitos. A reabilitação física, através da reeducação neuro-muscular, é uma importante aplicação do feedback eletromiográfico.

### Feedback termal (fluxo sanguíneo)
Instrumentos de feedback termal medem o fluxo sanguíneo na pele. Isto a partir do fato de quando os pequenos vasos na pele se dilatam (vasodilatação), o fluxo sanguíneo e a temperatura aumentam; e quando esses vasos se contraem (vasoconstrição), o fluxo sanguíneo e a temperatura diminuem.
Os vasos nos dedos são particularmente sensíveis ao stresse (ocorrendo vasoconstrição), e ao relaxamento (ocorrendo vasodilatação). Feedback de fluxo sanguíneo é também usado no tratamento dos distúrbios vasculares específicos, incluindo: enxaqueca, doença de Raynaud, hipertensão essencial, complicações vasculares de outras doenças como a Diabetes. Desta maneira, o feedback de temperatura dos dedos mostra-se uma ferramenta útil em treinamento de relaxamento.

### Feedback de reação eletro-dérmica
Os instrumentos de feedback de reação eletro-dérmica (RED) medem a condutividade da pele dos dedos e palmas das mãos. O RED é altamente sensível às emoções em algumas pessoas.
Feedback RED tem sido usado no tratamento de sudorese excessiva (hiperidrose) e condições dermatológicas relacionadas, além de relaxamento e treinamento em dessensibilização.

### Feedback de onda cerebral
O eletroencefalógrafo (EEG) monitoriza a atividade das ondas cerebrais a partir de sensores colocados no couro-cabeludo.
Técnicas de Biofeedback de EEG (também conhecido como Neurofeedback) são utilizadas no tratamento da epilepsia, Transtorno do déficit de atenção com hiperatividade (ADHD) em crianças (ADD), alcoolismo, dependência química e outros distúrbios devidos ao consumo de drogas potencialmente danosas. Além de traumatismo craniano, desordens de sono ou insônia, depressão e Transtorno do pânico.

## Aplicações especiais
Instrumentos especializados para biofeedback têm sido desenvolvidos com o objetivo de facilitar a auto-regulação em uma variedade de distúrbios orgânicos relacionados ao stresse. Tais como: arritmias cardíacas, incontinência fecal e urinária), incluindo enurese noturna, problemas respiratórios e Síndrome do intestino irritável.
A terapia de biofeedback envolve também novas aplicações e procedimentos de treinamento que são desenvolvidos através da pesquisa e da prática clínica. Entre as técnicas de auto-regulação, o biofeedback é ímpar, porque a instrumentação providencia informações instantâneas, que normalmente não estão acessíveis ao paciente, e simultâneas, verificando-se o sucesso dos procedimentos usados para auto-regulação.
Crianças e adultos que participam no treino em biofeedback e terapia, frequentemente, obtêm redução significativa dos sintomas e tornam-se aptos a reduzir ou eliminar medicamentos enquanto experienciam uma sensação renovada de bem estar físico e mental.